# Emotional Man
Neben den beiden bedeutsamsten soziologischen akteurstheoretischen Handlungsmodellen Homo Oeconomicus und Homo Sociologicus hat die schwedische Soziologin Helena Flam als weiteres Handlungsmodell das Modell des Emotional Man ausgearbeitet. Beim Emotional Man wird nicht wie in anderen Handlungsmodellen die persönliche Nutzenerwägung oder Rollenerwartungen in den Vordergrund gestellt. Stattdessen wird die Emotion eines Individuums als Haupthandlungsantrieb herangezogen. Max Weber hatte schon 1922 das „affektuelle Handeln“ erwähnt. Damit sind Handlungen gemeint, die durch momentane oder sogar dauerhaft angelegte Gefühlslagen einer Person bestimmt sein können. Dies wurde von Weber jedoch nicht weiter bearbeitet, da er bemüht war, Handeln vom bloßen Verhalten einer Person abzugrenzen, und diese Art des Handels an der Grenze des Verhaltens angesiedelt ist.
Flam unterscheidet zwischen zwei Arten dieses „Emotional Man“, dem Pure Emotional Man und dem Constrained Emotional Man.

## Pure Emotional Man
Beim „Pure Emotional Man“ handelt es sich um ein in der sozialen Wirklichkeit kaum einmal rein vorkommenden theoretische konstruierbaren Grenzfall. Der Spontane Wutausbruch kommt diesem ausschließlich emotionsgetriebenen Handeln wohl noch am nächsten.
Der „Pure Emotional Man“ wird von Flam folgend definiert:
- „unfree“ – Der „Pure Emotional Man“ ist „unfree“, weil ihn Gefühle überkommen. Seine Emotionen sind nicht freiwillig und bewusst gewählt, sondern unwillkürlich.
- „cost-indifferent“ – Seine Gefühle sind maßlos im wörtlichen Sinne. Er stellt keine Kalkulation darüber auf, wie viel Wut oder Mitgefühl beispielsweise in einer bestimmten Situation dem Anlass angemessen ist. Solche Gefühle werden vielmehr spontan ausgeschüttet, wobei weder negative Folgen für ihn selbst, noch der zu treibende Aufwand in Rechnung gestellt werden.
- „inconsistent“ –  Nicht selten existieren widersprüchliche, spannungsreiche emotionale Strömungen gegenüber einem anderen. Das bekannteste Beispiel ist die sprichwörtliche Hassliebe. Neben einer solchen Gleichzeitigkeit an unvereinbaren Gefühlen gibt es auch das Phänomen, das ein bestimmtes Gefühl gegenüber einer anderen Person im Zeitverlauf ins Gegenteil umschlägt.
- „inconstancy“ – Emotionen  sind oftmals nicht beständig, sondern schwanken unberechenbar in ihrer Intensität und auch in ihrer Tönung. Hier wird die Wechselhaftigkeit von Gefühlen angesprochen.
- „indeterminancy“ – Emotionen sind oftmals schwer in ihrem Auftreten und ihrem Verlauf vorhersagbar. Das ergibt sich vor allem aus der Wechselhaftigkeit und er Inkonsistenz emotionaler Zustände. Diese Unvorhersagbarkeit stellt sich nicht nur aus der Sicht eines anderen so dar, sondern auch für einen selbst sind die eigenen emotionalen Zustände oft nur schwer vorausschaubar oder erklärbar.

## Constrained Emotional Man
Aufbauend auf den „Pure Emotional Man“ modelliert Flam den „Constrained Emotional Man“. Dies ist ein Akteur, dessen Handeln in starkem Maße emotional bestimmt ist. Jedoch ist diese Emotionalität erheblich durch normative oder rationale Handlungsantriebe mitbestimmt. Dieses zweite Modell ist empirisch häufiger anwendbar und stellt eine Verknüpfung von „Emotional Man“ und Homo Sociologicus beziehungsweise Homo Oeconomicus dar. In jedem Fall sind Emotionen vorhanden, die sodann durch Normen und Nutzenerwägungen weiter geformt werden.
Emotionalität und Normbefolgung zum Beispiel schließen einander nicht aus. So bezieht sich etwa auch eine Dimension von Talcott Parsons’ Typologie sozialer Rollen auf deren emotionalen Gehalt. Parsons unterscheidet Rollen, die durch „affektive Neutralität“ geprägt sind, von solchen, die „Affektivität zulassen“. Neben solchen Gefühlsrollen stellt ein Akteur beim Ausleben seiner Emotionen oftmals auch rationale Nutzenerwägung in Rechnung. Es handelt sich hier um Gefühlskalküle die sozial bzw. nutzenorientiert angebracht sind (sozial verträgliche Emotionsentladung). Was insgesamt den „constrained emotional Man“ vom „Pure Emotional Man“ unterscheidet, sind Kompetenzen des „Emotional Management“.

## Pseudo-Emotionalität (Inszenierung von Gefühlen)
Je stärker der Anteil normativer bzw. rationaler Beweggründe für das Zeigen bestimmter Emotionen ist, desto mehr verliert das Modell des „Emotional Man“ an Erklärungskraft. Im Extremfall kann es so sein, dass überhaupt kein emotionaler Handlungsantrieb vorhanden ist, sondern die entsprechenden Gefühle nur noch vorgespielt (Inszenierung) werden, um normativen oder rationalen Gesichtspunkten zu genügen. Das sind Fälle der Pseudo-Emotionalität, für die der Homo Sociologicus oder der Homo Oeconomicus  oder eine Kombination beider als Erklärungsmodelle völlig ausreichen.